# NS Resource Record
Ein NS-RR (Name Server Resource Record) ist ein Datensatz eines DNS-Servers und kann zwei unterschiedliche Funktionen erfüllen:
- Er definiert, welche Nameserver für diese Zone offiziell zuständig sind, oder
- er verkettet Zonen zu einem Zonen-Baum (Delegation).

Anmerkung zu Funktion 1: Eine Zone kann noch weitere autoritative Nameserver besitzen, für die keine NS-RRs existieren. Derartige Server werden als Stealth-Server oder hidden primary bezeichnet.

## Aufbau
Ein NS-RR hat folgende Elemente:
Domänefür welche der Eintrag ist
TTLgibt in Sekunden an, wie lange dieser RR in einem Cache gültig sein darf
ProtokollIN (Internet)
DienstNS (Name Server) – Liste
ServerName des für diese Domäne autoritativen Nameservers

## Auflistung autoritativer Nameserver
In jedem Zonenfile muss mindestens ein NS-RR vorhanden sein, der angibt, welcher Nameserver für diese Zone autoritativ ist. Die entsprechenden NS-RRs befinden sich gewöhnlich am Anfang einer Zonendatei unmittelbar hinter dem SOA-RR.

### Beispiel
Im Zonenfile example.com existieren folgende NS-RRs:
```
example.com.  1800  IN  NS  names1.example.com.
example.com.  1800  IN  NS  names2.example.com.
```

Aus den NS-RRs allein ist nicht abzulesen, wer Primary und wer Secondary Nameserver ist. Der Primary Nameserver ist im SOA Resource Record aufgeführt.

## Zonendelegation
Über NS-RRs können Verweise zu Subdomänen definiert werden. Die entsprechende Subdomäne wird gewissermaßen aus der Zonendatei ausgelagert. Ein derartiger NS-RR dient damit als Zeiger, der auf einen anderen Nameserver verweist (oder auf eine andere Zonendatei des gleichen Servers). Man spricht in diesem Zusammenhang auch von Delegation. Resolver-Anfragen werden zu einem anderen Nameserver delegiert. Die entsprechenden NS-RRs sind gewöhnlich über die Zonendatei verstreut eingetragen.

### Beispiel
In der Zonendatei example.com existieren die folgenden Zeilen:
```
zone.example.com.   1800  IN  NS  names1.example.com.
zone.example.com.   1800  IN  NS  names1.zone.example.com.
```

Damit wird nun die Zone zone.example.com innerhalb von example.com an die beiden Nameserver delegiert, die damit autoritativ zuständig sind. Zu beachten ist noch, dass names1.zone.example.com innerhalb der Zone liegt, für die er verantwortlich ist. Eine Auflösung dieses Namens zur IP-Adresse ist nun nicht möglich, da nur der Server selbst die Auflösung machen kann. Aus diesem Grund werden so genannte Glue Records eingefügt, das sind A bzw. AAAA Resource Records, die ebendiese Zuordnung ermöglichen. In unserem Beispiel wäre also noch ein
```
names1.zone.example.com.  1800 IN A    192.0.2.200
names1.zone.example.com.  1800 IN AAAA 2001:db8::192:200
```

in der übergeordneten Zone (also example.com und nicht zone.example.com) notwendig.